# Lehn (Wermelskirchen)
Lehn ist ein Wohnplatz im Südwesten von Wermelskirchen.

## Lage und Größe
Lehn liegt im Südwesten von Wermelskirchen an einer Stichstraße zum südlich gelegenen Eifgental.
Nachbarorte  sind Unterstraße, Tente, Kolfhausen und Löh. Unmittelbar am Ort vorbei führt der Radweg "Balkantrasse", die ehemalige Bahnstrecke Wuppertal-Oberbarmen–Opladen. 
2013 befinden sich drei Wohnhäuser am Lehn.

## Name und Geschichte

Balken aus einem alten Haus am Lehn mit der Jahreszahl 1673

Der Name Lehn wird abgeleitet von einem Lehnsgut des Hofgerichts Grünscheid (Burscheid), welches dem Kölner Domstift gehörte. Die Erstnennung von Lehn findet sich 1553 in den Grünscheider Hofgerichts-Protokollen. Eberhart zum Lehn und seine Gesellen werden als Halfen genannt. Der Hof wurde wahrscheinlich 1673 errichtet.
In der Karte Topographische Aufnahme der Rheinlande von 1824 wird Lehn auf umgrenztem Hofraum mit zwei Gebäudegrundrissen gezeigt. Die Ortsbezeichnung Lehn findet sich bis heute in den amtlichen topografischen Karten.

## Busverbindungen
Über die im Nachbarort Tente an der B51 gelegene Haltestelle „Am Krupin“ der Linie 260 besteht eine Anbindung an den öffentlichen Personennahverkehr.